# Bara du kan rädda mänskligheten
Bara du kan rädda mänskligheten (eng. titel: Only You Can Save Mankind) är en barnbok skriven av Terry Pratchett. Den är den första boken i trilogin om Johnny Maxwell, kallad Johnny-serien. De andra delarna heter:
- Johnny och döden
- Johnny och bomben